# Île Barros Arana
L'île Barros Arana ou île Barros (en espagnol : Isla Barros) est une île de l'archipel de la Reine Adélaïde, située dans le sud du Chili. Elle est administrativement rattachée à la région de Magallanes et de l'Antarctique chilien, en Patagonie chilienne ; elle fait partie de la réserve nationale Alacalufes.

## Géographie

### Situation et caractéristiques physiques
L'île Barros Arana est située entre le canal Pacheco (es) au sud-ouest et le canal Viel (es) qui la sépare de l'île Rennell sud au nord-est.
Entièrement rocheuse, la plus proche ville de cette île est Puerto Condor à 115 km de distance.

## Histoire
Elle a été nommée en l'honneur de l'historien Diego Barros Arana. 